# Barleeia tropica
Barleeia tropica is een slakkensoort uit de familie van de Barleeiidae. De wetenschappelijke naam van de soort is voor het eerst geldig gepubliceerd in 1925 door Thiele.

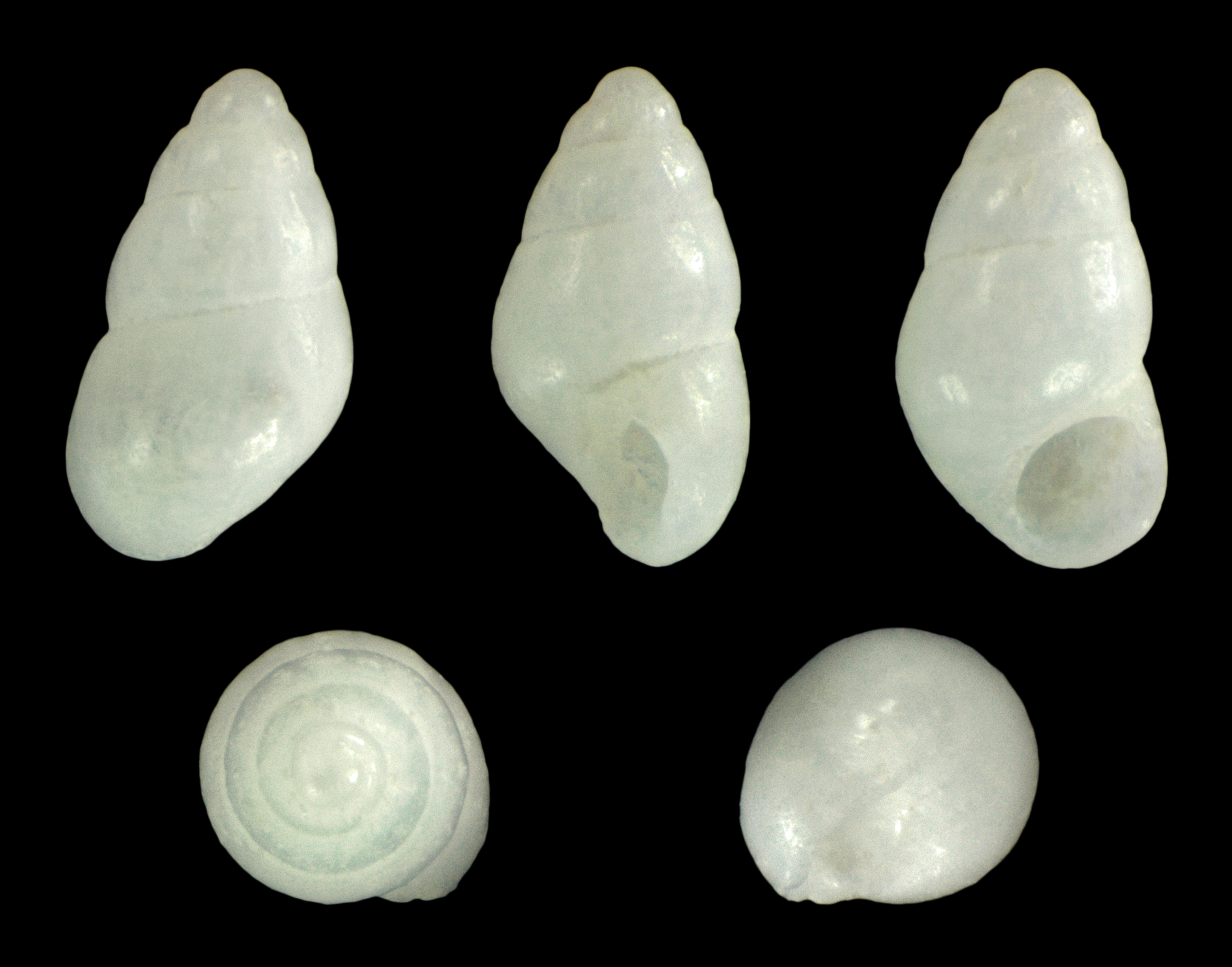
Witte vorm
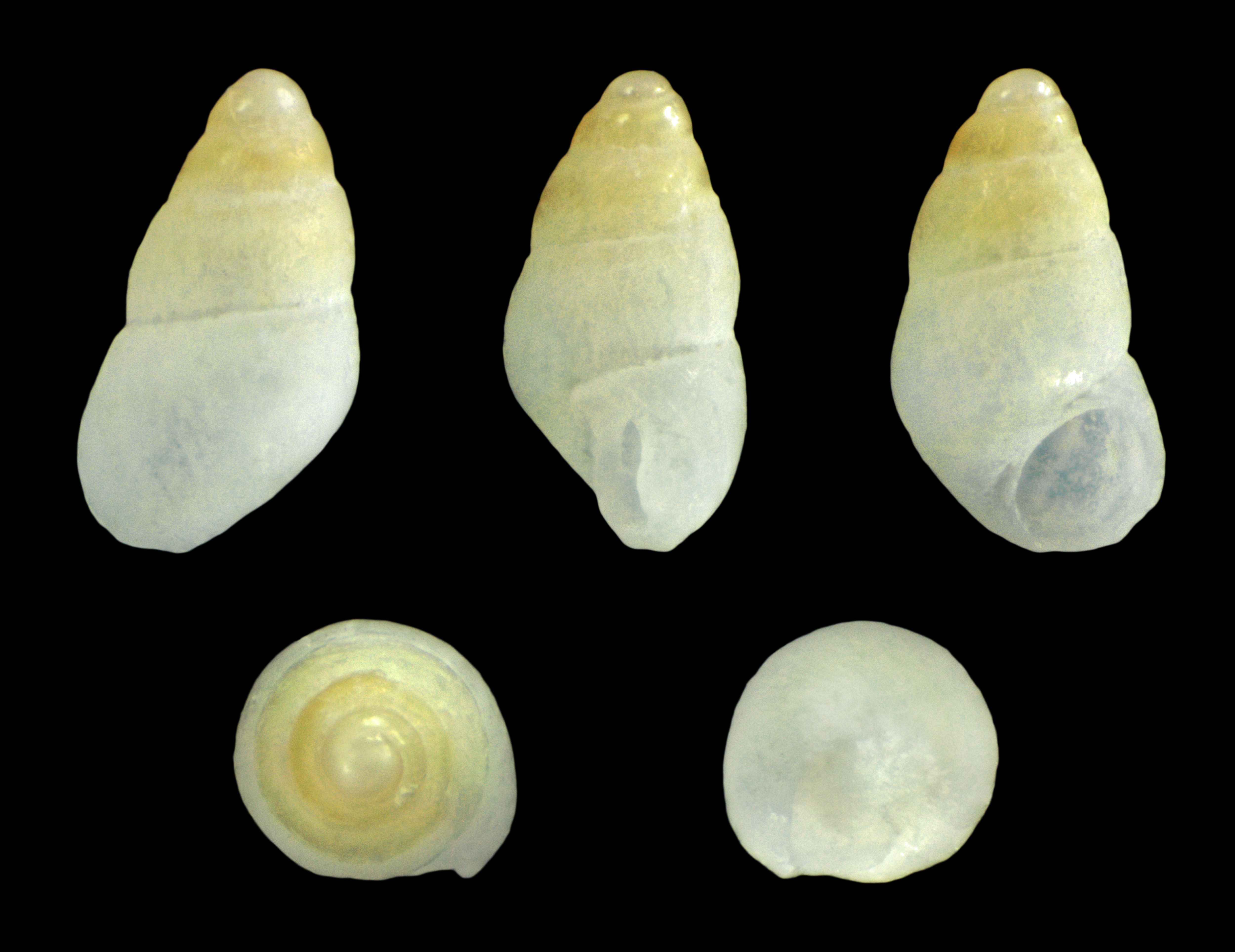
Gele en witte vorm
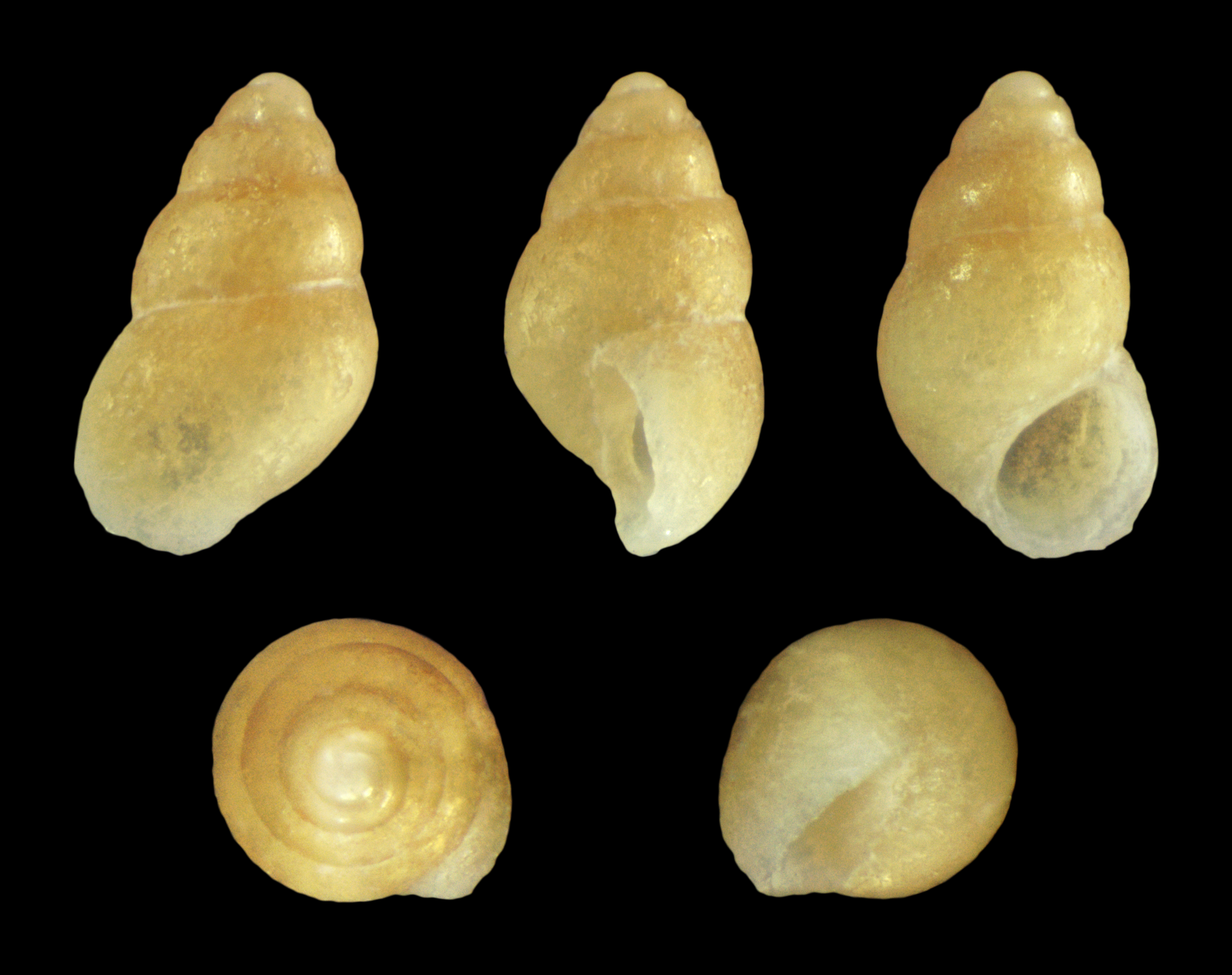
Gele form
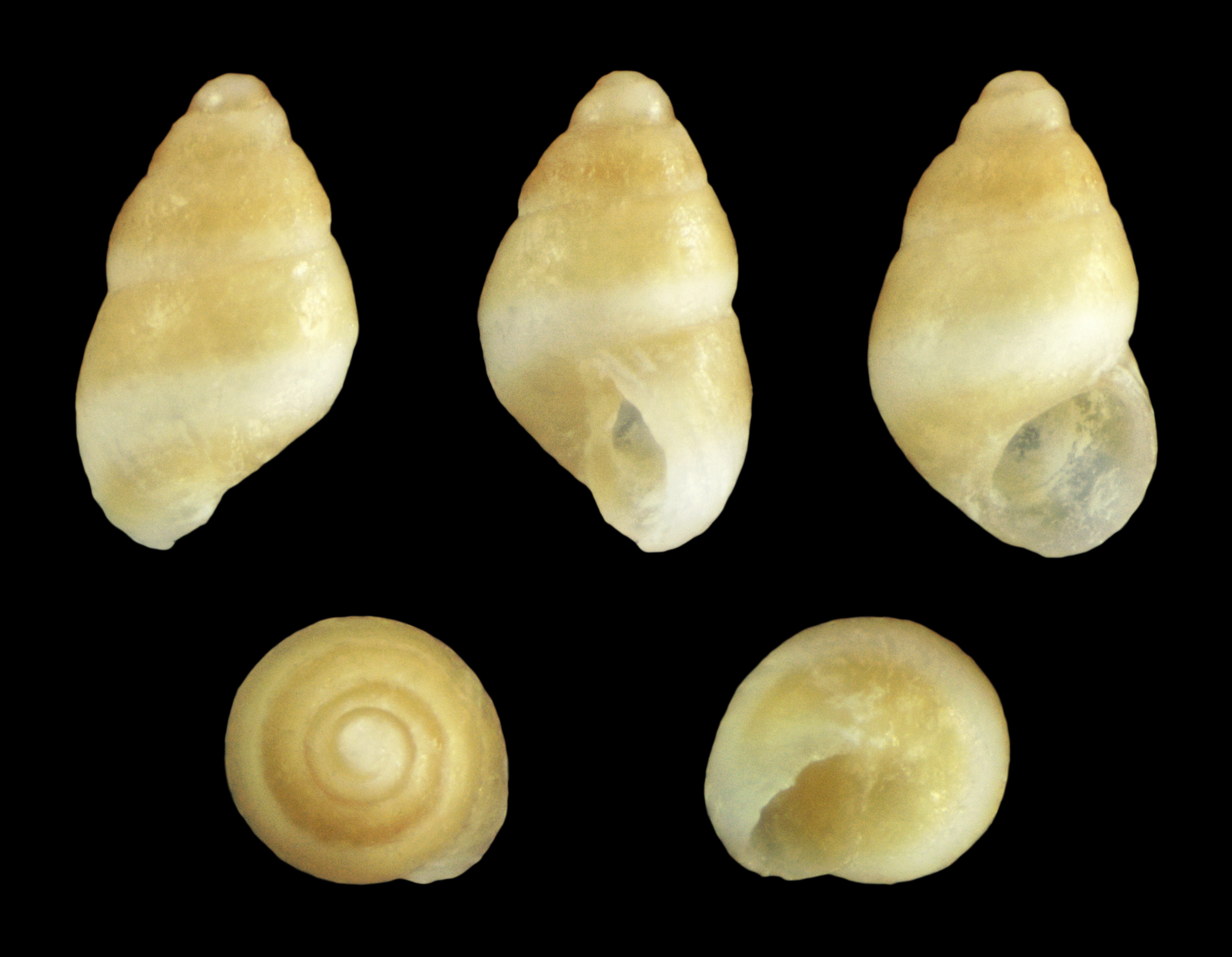
Gestreepte vorm